# شینسکی کوکا
شینسکی کوکا (به ژاپنی: 臣籍降下) به معنای تحت‌الفظی نزول نام به جدا شدن اعضای خاندان امپراتور ژاپن از خاندان سلطنتی و اعطای نام خانوادگی به این اعضای جدا شده، گفته می‌شود. نمونه معروف شینسکی کوکا در سال ۸۱۴ و اهدای نام خانوادگی میناموتو توسط امپراتور ساگا به سه تن از فرزندان پسرش است. هر چند قبل از این نیز نام‌های خانوادگی دیگری نیز به اعضای جدا شده از خاندان امپراتوری اهدا شده بود.
پس از ازدواج دختران امپراتور با اشخاص معمولی و غیر درباری آنان دیگر عضو خانواده امپراتور محسوب نمی‌شوند. برای نمونه فرزند دختر امپراتور آکی‌هیتو بنام کورودا سایاکو پس از ازدواج ( ۲۰۰۵ میلادی) با مردی خارج از دربار سلطنتی ژاپن از خاندان امپراتوری جدا شد و نام خانوادگی وی از «نورینومیا» به نام خانوادگی همسرش «کورودا» تغییر پیدا کرد.